# Stejnopohlavní manželství ve Švédsku
Stejnopohlavní manželství je ve Švédsku legální od 1. května 2009 po přijetí nového genderově-neutrálního zákona o manželství švédským parlamentem dne 1. dubna 2009,  čímž se Švédsko stalo 7. zemí na světě, která umožnila homosexuálním párům uzavírat rovnoprávné manželství. Stávající registrovaná partnerství zůstávají i nadále platná a lze je na žádost partnerů změnit na manželství buď úředním aktem nebo i formálním obřadem. Nová registrovaná partnerství již nelze uzavřít, neboť manželství pro všechny se stalo jediným právním institutem, jímž lze upravit soužití všech párů bez ohledu na pohlaví.
22. října 2009 se Švédská církev v poměru hlasů 176:62  rozhodla umožnit svým duchovním žehnat homosexuálním párům, včetně nazývání jejich svazků manželstvím a uzavírání homosexuálních církevních sňatků. Církevní stejnopohlavní sňatky lze uzavírat v kostelech od 1. listopadu 2009.

## Historie

### Registrované partnerství
Švédsko legalizovalo registrované partnerství v r. 1995. Přijaté bylo v červnu 1994 poměrem hlasů 171:141 a účinným se stalo 1. ledna 1995. Švédsko se tak po Dánsku a Norsku stalo třetí zemí na světě, která uzákonila registrované partnerství.
Registrované partnerství garantovalo párům žijícím v něm všechna práva a povinnosti plynoucí z manželství, včetně rovného zacházení ve věcech osvojení a rozvodu. Registrované homosexuální páry tedy mohly společně osvojit dítě. Lesbické páry získaly přístup k asistované reprodukci v r. 2005. Cizinci s trvalým pobytem ve Švédsku získali možnost uzavírat registrované partnerství v r. 2000.
Hlavním rozdílem mezi registrovaným partnerstvím a manželstvím bylo, že se jedná o dva separátní zákony, a že stejnopohlavní páry mohly uzavřít partnerství pouze před orgánem veřejné moci, nikoli před orgánem církve. Tato nerovnost byla předmětem mnoha diskusí a spouštěčem požadavku na manželství pro všechny. Někteří se dožadovali však toho, aby genderově-neutrální sňatek šlo uzavřít pouze před státním orgánem jako je tomu v několika dalších zemích, než aby církve měly možnost legálně oddávat páry. Důvodem tohoto požadavku byl větší důraz na oddělení církví od státu.
Švédsko také uznává anglosaské manželství, byť v limitované podobě, pro nesezdané heterosexuální i homosexuální páry. V letech 1988-2003 platily pro toto dva odlišné zákony (jeden pro heterosexuální páry, druhý pro homosexuální páry), které se nakonec sjednotily pod jeden zákon. 'Anglosaské manželství' je otevřené i cizím státním příslušníkům, kteří prokáží, že sice nejsou oficiálně oddáni, ale žijí ve Švédsku ve společné domácnosti s jedním partnerem. Cizinci žijící v takovém manželství mají pak stejná práva a povinnosti.

### Manželství
V r. 2004 vznikla parlamentní komise, která se zabývala otázkou zpřístupnění manželského institutu párům stejného pohlaví. V březnu 2007 vydala komise zprávu, v níž podpořila přijetí genderově-neutrálního manželství, zrušení zákona o registrovaném partnerství podpořila (stávající registrovaná partnerství by měla být automaticky změněná na manželství) a výjimku pro církve, které odmítnou oddávat páry stejného pohlaví. Poslední bod byl předmětem kontroverzí a požadavků na úplné zrušení církevních sňatků. Komise v závěru své zprávy vládě doporučila, aby se všechny jí navrhované změny staly účinnými od 1. ledna 2008.
Šest ze sedmi politických stran zastoupených v parlamentu bylo pro takové změny. Jednalo se o Levicovou stranu, Zelené, Sociální demokraty, Liberální lidovou stranu, Umírněnou stranu (Švédští konzervativci) a Stranu středu. Křesťanští demokraté manželství pro všechny odmítali a získali pro tento postoj podporu i u liberálně-konzervativních Umírněných, kteří se na svém stranickém sjezdu v r. 2007 takto rozhodli. Většina Švédů stejnopohlavní manželství podporovala, ale byl zde patrný ostrý nesouhlas ze stran náboženských organizací a některých "pro-rodinných" organizací.
Pomalu probíhající vládní proces změny partnerství na manželství se stal předmětem stížností, zejména pro fakt, že se jedná o dva naprosto totožné instituty, a že tudíž není prakticky vůbec nutné se touto otázkou nějak zvlášť dlouhodobě zabývat. Podporovatelé manželství pro všechny se odvolávali na to, že stejnopohlavní manželství nemá žádný vliv na tradiční manželství, neboť už de facto za stávající právní úpravy existuje, a tudíž jde pouze o symbolickou rovnost. Odpůrci se často odvolávali na symbolickou tradiční hodnotu manželství.

#### Žaloby
12. května 2008 informovala média o případu homosexuálních manželů z Kanady, kteří se rozhodli zažalovat švédskou vládu, protože jim odmítla uznat jejich sňatek. Ačkoliv všechny soudy nižších instancí, včetně odvolacích soudů, se odmítly tímto případem zabývat, tak švédský Nejvyšší správní soud učinil jinak. Žalující pár se dožadoval toho, aby Švédsko uznalo jeho manželství uzavřené v Kanadě navzdory faktu, že ve Švédsku nebylo dosud legalizované. 18. prosince 2008 rozhodl soud tak, že švédská finanční správa není povinná měnit definici manželství jako svazku muže a ženy, neboť takové páry může uznávat jako registrované partnerství.

#### Hlasování o stejnopohlavním manželství
Vláda se skládala z koalice Umírněné strany, Strany středu, Liberální lidové strany a Křesťanských demokratů. Ministryně spravedlnosti Beatrice Ask, která se touto záležitostí zabývala, reagovala na komisní zprávu pozitivně. Vzhledem k tomu, že jeden z koaličních partnerů stejnopohlavní sňatky odmítal, byla jejich šance na legalizaci nejasná. Předsedkyně Sociálních demokratů řekla, že pokud manželství pro všechny nepodpoří vláda, tak ona předloží svůj vlastní poslanecký návrh.
Na začátku října 2007 se dohodly Strana zelených, Levicová strana a Sociální demokracie, že spojí všechny své síly a protlačí stejnopohlavní manželství parlamentem.
27. října 2007 upustila Umírněná strana od podpory stejnopohlavního manželství, aby jeho odmítání zpočátku pouze Křesťanskou demokracií vyrovnala. Göran Hägglund, předseda Křesťanských demokratů, se vyjádřil v rozhlase takto: Má oficiální pozice ja taková, že manželství je muž a žena. Každopádně v rámci stranických diskusí jsme velmi otevření a respektujeme názor každého jednotlivce, přičemž se maximálně snažíme dopracovat k jednotnému řešení.
12. prosince 2007 řekla Švédská církev, že sice podporuje stejnopohlavní svazky, a že jim hodlá žehnat i ve svých kostelech, ale že doporučuje termínem manželství nazývat pouze heterosexuální páry. Takto odpověděla na otázku vlády před zpracováním návrhu nového zákona na začátku roku 2008. Manželství a partnerství osob stejného pohlaví jsou ekvivalentními formami unií. A proto my jako Švédská církev říkáme "ano" návrhu sjednocujícímu manželství a partnerství pod jeden zákon," tak se k otázce vyjádřili církevní představitelé. Nicméně podle učení Švédské církve by se slovem 'manželství' měl nazývat pouze svazek jednoho muže a jedné ženy," dodali obratem.
14. ledna 2008 se dva vládnoucí politici Křesťanské demokracie rozhodli postavit oficiální platformě své strany a podpořili stejnopohlavní manželství.
Zpráva doporučovala vládě předložit její návrh o stejnopohlavním manželství už na začátku r. 2008, k čemuž nedošlo z důvodu jeho odmítání Křesťanskou demokracií, byť ta byla jediným koaličním partnerem, který toto odmítal. Po vyjednáváních a hledáních kompromisu byla vláda vystavená parlamentnímu ultimátu na konci října 2008, a proto se rozhodla takový návrh nakonec předložit.
21. ledna 2009 byl návrh zákona redefinujícího manželství projednáván ve švédském parlamentu. Přijat byl 1. dubna a účinným se stal 1. května. Návrh podpořily všechny strany, vyjma Křesťanské demokracie a jednoho člena Umírněné strany. Přijaté bylo v poměru hlasů 261:22. 22 poslanců se hlasování zdrželo a 16 bylo nepřítomno.
Hlasování švédského parlamentu 1. duben 2009
| Strana                  | Pro | Proti | Zdržel se | Nepřítomen (nehlasoval) |
| ----------------------- | --- | ----- | --------- | ----------------------- |
| Sociální demokraté      | 111 | 0     | 0         | 19                      |
| Umírněná strana         | 67  | 1     | 15        | 15                      |
| Strana středu           | 25  | 0     | 1         | 3                       |
| Liberální lidová strana | 23  | 0     | 0         | 5                       |
| Křesťanští demokraté    | 0   | 21    | 1         | 2                       |
| Levicová strana         | 19  | 0     | 0         | 3                       |
| Zelení                  | 16  | 0     | 0         | 3                       |
| Celkem                  | 261 | 22    | 16        | 50                      |

#### Švédská církev
V r. 2009 byla Eva Brunneová zvolená a vysvěcená jako stockholmská luteránská biskupka, čímž se stala prvním otevřeně homosexuálním duchovním na světě, který zároveň žije v registrovaném partnerství.
22. října se Švédská církev (ačkoli nemá status národní církve, tak její souhlas byl důležitou pro mnohé důležitý a symbolický) rozhodla podpořit žehnání homosexuálním manželstvím před Bohem , včetně nazývání takových svazků manželstvím. Tímto se stala první hlavní církví ve Švédsku, která se takto k otázce homosexuálních svazků postavila. Uppsalský arcibiskup Anders Wejyrd toto rozhodnutí uvítal s potěšením. Druhá a třetí největší křesťanská denominace v zemi Katolická církev a Letniční hnutí vyjádřily nad přístupem Švédské církve zklamání. Asociace švédských muslimů se také vyjádřila odmítavě a připomněla, že žádný imám nikdy neoddá stejnopohlavní pár.

### Statistiky
V červenci 2013 zveřejnil švédský statistický úřad (Statistiska centralbyrån - SCB) počet osob, které uzavřely s partnerem téhož pohlaví sňatek od r. 2009. Podle úřadu se ve všech krajích, vyjma Stockholmu, vzalo víc ženských, než mužských párů. Do července 2013 bylo ve Švédsku uzavřeno 4 521 manželství mezi ženami a 3 646 manželství mezi muži. Lichý počet lesbických manželství je z důvodu nezahrnování cizinek do statistiky. Většina homosexuálních svateb se koná v krajích Stockholm, Västra Götaland, Skåne a Uppsala.

## Průzkumy veřejného mínění
Eurobarometr spuštěný na podzim 2006 shledal, že 71 % Švédů podporuje stejnopohlavní manželství. Z regionálního hlediska byla největší podpora ve Stockholmu a nejnižší v Jönköpingu. Tato vysoká veřejná podpora byla tou dobou druhá největší v EU.
Výzkum YouGov uskutečněný mezi 27. prosincem 2012 a 6. lednem 2013 shledal, že stejnopohlavní manželství podporuje 79 % Švédů, zatímco 14 % je proti a 7 % nemá jednoznačný názor.
Ve výzkumu Ipsos z května 2013 se pro stejnopohlavní manželství vyjádřilo 81 % respondentů, zatímco 9 % bylo pro jinou formu stejnopohlavního soužití.
Eurobarometr z r. 2015 shledal, že legalizaci stejnopohlavního manželství v celé Evropě podporuje 90 % Švédů, zatímco 7 % je proti.